# Bay of Kings
Bay of Kings es el séptimo álbum de estudio de guitarrista inglés Steve Hackett, publicado en octubre de 1983 por Lamborghini Records.

## Descripción
Se trata de su primer álbum en el que aborda enteramente música instrumental con guitarra clásica. La anterior discográfica de Hackett, Carisma Records, rechazó publicar el álbum debido a que lo consideraban comercialmente inviable. Por ello, Hackett decidió grabarlo por su cuenta y buscar otra compañía que lo publicase, encontrándola en la discográfica independiente Lamborghini Records (liderada por Patric Mimran dueño de dicha compañía automovilística en aquel tiempo). El álbum fue reeditado más tarde por la discográfica que el propio Hackett creó, Camino Records. Su mujer en  aquel entonces, Kim Poor, pintó un retrato desnudo para la portada, aunque en la reedición fue reemplazado por una pintura de su marido.
El álbum contiene mayoritariamente piezas instrumentales, al estilo de compositores clásicos (cómo Francisco Tárrega). Algunas composiciones incluyen teclados o flauta (interpretada por su hermano John). El disco incluye la famosa pieza"Horizons" que Steve Hackett compuso durante su etapa como miembro del grupo inglés Genesis, y cuya primera versión fue incluida en el álbum Foxtrot del año 1972.
En Reino Unido Bay of Kings alcanzó el puesto  número 70 de la lista Official Albums Chart y el 13 en la lista Progressive Albums Chart.

## Lista de canciones
1. "Bay of Kings" – 4:57
2. "The Journey" – 4:15
3. "Kim" – 2:25
4. "Marigold" – 3:37
5. "St. Elmo's Fire" – 3:08
6. "Petropolis" – 2:46
7. "Second Chance" – 1:59
8. "Cast Adrift" – 2:15
9. "Horizons" – 1:47
10. "Black Light" – 2:32
11. "The Barren Land" – 3:46
12. "Calmaria" – 3:23

## Músicos
- Steve Hackett – guitarra, teclados
- Nick Magnus – sintetizador, teclados
- John Hackett – flauta, teclados